# Över-Siljeåstjärnen
Över-Siljeåstjärnen är en sjö i Bergs kommun i Härjedalen och ingår i Ljungans huvudavrinningsområde.